# Chorus (Tontechnik)
Der Chorus ist ein Effekt, der einen Ton so ausprägt, als würde gleichzeitig ein zweiter, ähnlicher Ton mitklingen und sich dabei im Raum bewegen.
Er kann tontechnisch durch ein Effektgerät erzeugt werden oder von selbst auftreten, etwa bei solchen Zupfinstrumenten, deren Saiten in einstimmigen Paaren aufgespannt sind (obere Saitenpaare bei Bouzouki, 12-saitiger Gitarre etc.), sowie beim Klavier, dessen Hämmer jeweils drei Saiten zugleich anschlagen, oder bei Dudelsack und Orgel, wenn mehrere ähnliche Pfeifen miteinander ertönen. Ebenso hörbar ist der Effekt bei einem gut eingeübten Chor – woher er seinen Namen hat.

## Prinzip
Wenn zwei Klangquellen zur selben Zeit exakt dieselbe Tonhöhe haben, ergibt sich kein Chorus-Effekt; eine bloße Kopie der Originalquelle reicht also nicht aus. Erst wenn die Tonhöhe der Kopie ein wenig von der originalen abweicht, entsteht der Eindruck der Verdoppelung und der Schwebung. Daher sind bei den oben genannten Beispielen die Saiten und Stimmen innerhalb ihrer Gruppen absichtlich leicht verstimmt, jedoch nur so minimal, dass der Hörer die Verstimmung nicht als falsch empfindet.
Nach diesem Verstimmungs-Prinzip kann auch ein natürliches Echo einen Chorus-Effekt erzeugen, vorausgesetzt, die originale Klangquelle oder das Echo variiert mit der Zeit die Tonhöhe dergestalt, dass zum Zeitpunkt des Echo-Eintritts die beiden Klangquellen, also Original und Echo, geringfügig voneinander abweichende Tonhöhen haben. Beim Echo können Windböen die Tonhöhe variieren. Solche Modulation wird nur im weiten Sinn als Chorus bezeichnet, im engen Sinn ist der Chorus ein Effekt ohne hörbares Echo.
Schlagartige Geräusche eignen sich für einen Chorus-Effekt wenig; deutlich hörbar ist dieser nur bei Tönen, die stimmhaft sind und mindestens etwa eine viertel Sekunde dauern.

## Technische Umsetzung

### Verzögerung
Ähnlich wie der Flanger erzeugt der Chorus von der zu bearbeitenden Klangquelle ein zeitversetztes Duplikat; der Chorus verzögert dies um etwa 15 Millisekunden. Dieses verzögerte Duplikat wird dem Original zugemischt. Die Verzögerung kann sowohl mittels Software in Audioprogrammen, als auch mit digitaler oder analoger Elektronik hergestellt werden, ebenso mit analoger Tonbandtechnik. Anders als beim Flanger, der kürzere Verzögerungszeiten verwendet, sind beim Chorus die Phasenauslöschungen und -anhebungen nur schwach, das heißt, die typischen „jet-artigen“ Klangverfärbungen des Flangers (Kammfilter-Effekte) treten beim Chorus weniger deutlich hervor.
Jedoch ist die Verzögerung beim Chorus immer noch so kurz, dass der Hörer kein Echo erkennt, sondern Original und Duplikat als zeitgleich empfindet (die menschliche Echo-Schwelle liegt oberhalb von etwa 25 Millisekunden).

### Modulation
Die Verzögerungszeit des zugemischten Signals wird abwechselnd verkürzt, verlängert, verkürzt, verlängert, und so weiter. Dieser Vorgang heißt Modulation. Während der Verkürzung werden auch die Wellenlängen kürzer, das heißt, der zugemischte Ton wird höher. Während der Verlängerung wird er tiefer. So entsteht die gewollte leichte Verstimmung zwischen verzögertem und originalem Signal.
Die Modulation der Zeitverzögerung kann grafisch als Welle dargestellt werden, etwa als Sinus- oder Dreieckwelle. Wellengrafiken sind üblicherweise auch auf den Beschriftungen der Chorusgeräte zu finden, allerdings beschreiben diese meist nicht den Verlauf der Zeitverzögerung, sondern den der resultierenden Tonhöhe. Beispielsweise ist beim Boss CE-1 Chorus Ensemble der japanischen Firma Roland eine Rechteckwellenform angegeben, sprich: der Ton ist abwechselnd stetig hoch und stetig tief. Erzeugt wird dies mittels einer Dreieckwelle in der Zeitverzögerungs-Modulation. Bei stetiger Verkürzung der Verzögerungszeit bleibt der Ton stetig hoch; bei stetiger Verlängerung ist er stetig tief; und ohne Zeitveränderung bleibt die Tonhöhe original. Dieses Prinzip ist identisch mit dem Doppler-Effekt.
Das für die Modulation zuständige Bauteil wird als LFO (Low Frequency Oscillator) bezeichnet. Manche Chorus-Modelle verfügen über mehr als einen LFO. So lässt sich zum Beispiel mit einem langsamen LFO, überlagert von einem zweiten schnelleren LFO, in der Summe eine turbulentere, verschlungenere Modulationskurve erzeugen.

### Stereo-Option
Viele Chorus-Modelle bieten die Möglichkeit, den Schwebe-Effekt in Stereo abzubilden. Entweder werden hierfür mehrere, unabhängig voneinander modulierte Chorus-Signale im Stereopanorama verteilt; oder, wenn nur ein Chorus-Signal verfügbar ist, wird dieses links und rechts gleich laut zugemischt, jedoch auf einer Seite mit umgekehrter Phase.

### Probleme im Bassbereich
Bei Bassfrequenzen kann eine Verzögerungszeit von 15 Millisekunden zu unerwünscht starken Phasenauslöschungen führen. Eine halbe Wellenphase von 15 Millisekunden Dauer entspricht bei ganzer Phasenlänge einer Frequenz von 33 Hertz, also einem für Bassinstrumente wichtigen Grundton. Dieser, und gemäß der Modulation auch die angrenzenden Töne, werden vom Chorus ausgelöscht. Um das zu vermeiden, gibt es spezielle Chorus-Modelle für Bassgitarren; hierbei wird mittels Hochpass nur das höhere Frequenzspektrum vom Chorus verarbeitet, das tiefere bleibt unbehandelt.

### Flanger und Chorus

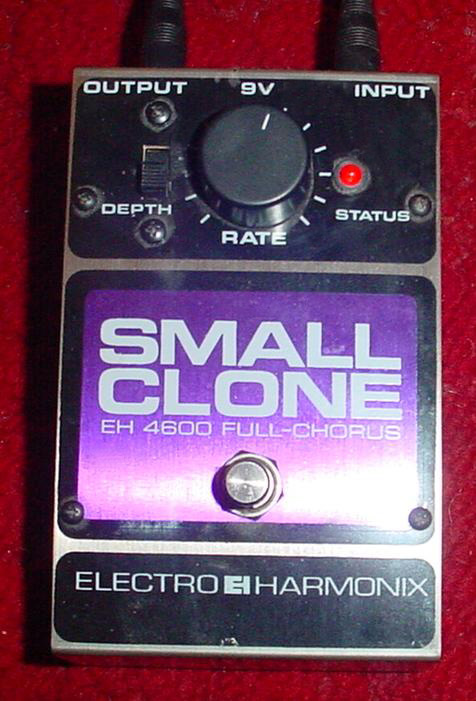
Chorus als Bodeneffektgerät

Der wesentliche Unterschied zum Flanger liegt darin, dass der Chorus mehr auf Stimmenverdoppelung als auf Timbre-Verfärbung zielt; beim Flanger ist diese Gewichtung umgekehrt. Außerdem gehört zum Flanger eine Feedbackfunktion, die das verzögerte Signal erneut in den Effekt-Eingang senden kann; der Chorus besitzt diese Funktion nicht.

### Sonstige Techniken
Ferner lässt sich ein chorus-ähnlicher Effekt auch mit einem leicht verstimmten Pitch Shifter erzeugen.

## Bauweise und Bedienelemente
Choruseffekte lassen sich mit Soft- und Hardware erzeugen. In Hardware ist der Chorus üblicherweise erhältlich als Bestandteil von Multieffektgeräten in 19-Zoll-Gehäusen, oder als Bodeneffektgerät mit Fußschalter.
In der Form als Bodeneffektgerät sind die Bedienelemente meist einfach gestaltet und bieten folgende grundlegende Parameter (in Klammern die allgemeinen englischen Bezeichnungen):
- Geschwindigkeit des LFO, etwa 0,1 bis 10 Hertz (speed oder rate)
- Stärke der Verstimmung, auch Tiefe oder Weite genannt (depth oder width)
- Lautstärkeverhältnis zwischen originalem und verzögertem Signal (mix oder dry/wet)

Komplexere Modelle besitzen weitere Parameter:
- Basis-Verzögerungszeit (delay)
- Lautstärke des Originalsignals absenkbar auf null, für Vibrato ohne Chorus-Effekt
- Wahl der LFO-Wellenform: Sinus, Dreieck, Rechteck, Zufall, anschlagsdynamisch etc. (wave oder mode)
- Ein- und Ausgangslautstärke (gain, level oder volume)

## Berühmte Hörbeispiele
- Andy Summers von The Police an der Gitarre.
- Kurt Cobain von Nirvana an der Gitarre. Song: Come as You Are
- Eberhard Weber an seinem Fretless Bass.